# Sông Khoai
Sông Khoai là một xã thuộc thị xã Quảng Yên, tỉnh Quảng Ninh, Việt Nam.

## Địa lý

### Vị trí
Xã Sông Khoai nằm ở phía bắc thị xã Quảng Yên. Phía đông giáp phường Đông Mai, phường Cộng Hòa, phía nam giáp xã Hiệp Hòa, phía tây giáp huyện Thủy Nguyên thành phố Hải Phòng và phía bắc giáp thành phố Uông Bí. Xã được chia làm 2 vùng phía đông và phía tây bởi sông Nam.

### Đất đai, địa hình
Đất đai trên địa bàn xã chủ yếu được chia làm hai loại đất chính: 
- Vùng phía đông: là vùng đồi núi Na, đất đai ở đây chủ yếu là đất đỏ trước đây đã được người dân trồng thành các rừng thông, và hiện nay đất ở đây đã được công ty xi măng Hải Phòng khai thác thành mỏ sét.
- Vùng phía tây: là vùng chiêm trũng chủ yếu là đất chua mặn,đã được bà con thau chua rửa mặn qua nhiều năm, để giờ nó là những cánh đông xanh ngát.Trước đây không lâu vùng này đã là vùng chuyên canh cây rau muống cung cấp rau cho cả huyện và các vùng lân cận.

### Sông ngòi
Phía bắc xã Sông Khoai giáp với sông Bạch Đằng và sông Uông. Tại đây có các bên bãi để ngư dân neo đậu tàu thuyền sau mỗi lần đi biển. Dọc ven theo các con sông này là các bãi triều và hệ sinh thái rừng ngập mặn, nhưng hiện nay đã được người dân nơi đây khai thác bằng cách làm thành các ao đầm nuôi trông thủy sản.
Ngoài ra, trên địa bàn xã còn có hệ thống kênh rạch phân bố đều trên địa bàn. Hệ thống kênh rạch này giúp việc tưới tiêu của địa phương trở nên hoàn chỉnh hơn bằng việc điều tiết vùng nước đêm. Hệ thống kênh rạch còn giúp bà con vận chuyển hoa màu khi mỗi mùa thu hoạch tới.

## Kinh tế
- Nông lâm ngư nghiệp và nuôi trồng thủy sản: xã Sông khoai là vùng phát triển về nuôi trồng thủy sản và là vựa lúa của thị xã Quảng Yên.[4]
- Công nghiệp và xây dựng: trên địa bàn có nhà máy gạch Sông Khoai.
- Hiện nay trên địa bàn xã đang triển khai dự án khu công nghiệp Sông khoai.[5][6]

## Cơ sở hạ tầng

### Giao thông
Hệ thống giao thông khá hoàn chỉnh với các tuyến đường liên thôn, liên xã: Rộc Đông - Bến Thóc, đường ven núi Na, đường hộ đê, ... Đặc biệt, đường Uông Bí - Cầu Chanh đi ngang qua xã giúp việc giao thương với các vùng càng thuận tiện hơn.

### Điện, nước sạch
- Về điện lưới: 100% các hộ dân có điện lưới phục vụ sinh hoạt và sản xuất.
- Về nước sạch: năm 2008, dự án xây dựng Nhà máy nước Sông Khoai khởi công; năm 2011, nhà máy đi vào hoạt động và bắt đầu cấp nước cho người dân.

## Văn hóa, giáo dục

### Văn hoá
Xã Sông Khoai có đình Khoái Lạc được cấp bằng chứng nhận di tích lịch sử.

### Giáo dục
Xã có hệ thống trường học hoàn chỉnh từ bậc mầm non đến trung học cơ sở. Hiện nay các trường học đang được xây mới và tu sửa, giúp cho điều kiện học tập của các em học sinh trên địa bàn ngày càng được nâng lên.

### Tôn giáo
Sông Khoái có một giáo xứ công giáo với gần 5 nghìn tín hữu. Ngày 20 tháng 05 năm 2012, Đức Giám mục Giáo phận đã ký quyết định thành lập 09 giáo xứ mới trong đó có giáo xứ Sông Khoai.